# 5 cm PaK 38
El 5 cm Panzerabwehrkanone 38 (L/60), abreviado como PaK 38, era un cañón antitanque alemán de la Segunda Guerra Mundial que disparaba proyectiles de calibre 50 mm. Desarrollado en 1938 por Rheinmetall AG fue el sucesor del PaK 36 y el predecesor del PaK 40.

## Historia
El PaK 38 fue utilizado por primera vez en abril de 1940. Cuando en 1941 los alemanes se enfrentaron contra los sólidos tanques soviéticos comprobaron que necesitaban utilizar munición con núcleo de tungsteno -proyectil APCR (Armor Piercing Composite Rigid, punta antiblindaje) Panzergranate 40 con núcleo de tungsteno - para perforar el blindaje de los T-34 y KV-1.
En 1942, Alemania no podía conseguir el suministro suficiente de wolframio y el PaK 38 perdió mucha de su efectividad como cañón antitanque. Aunque fue reemplazado por cañones más poderosos, se mantuvo en servicio para la infantería alemana hasta el final de la guerra.

## Características
| Distancia (metros) | AP (milímetros) |
| ------------------ | --------------- |
| 500 m              | 57 mm           |
| 1000 m             | 44 mm           |
| 1500 m             | 34 mm           |